# 川内平野
川内平野（せんだいへいや）は、九州南西部の鹿児島県薩摩川内市中央部に広がる平野である。

## 地理
南部を北薩火山群、北部を出水山地に囲まれ、中央部を川内川が流れる。川内川付近は沖積平野となっており、薩摩川内市の中心市街地が広がる。川内市街地においては川内川やその支流の隈之城川は天井川となっており、いったん破堤すれば大きな被害を受けることになる。南東部に標高20-50メートルの権現原台地、北部に標高10-20メートルの国分寺台地と呼ばれるシラス台地がある。
川内川河口付近には月屋山などにより狭窄部が形成されており、実際には山間盆地の一つである。氷期に海水準が低かった頃には、より下流側に海岸平野が形成されていたと推定されている。
内陸性の気候を示し、近隣の阿久根市市街地や出水平野などと比較して寒暖の差が大きい。秋から冬にかけてしばしば霧が発生する。
地質構造は東郷層群（四万十層群）を基盤とし、北薩火山群に関連する安山岩、玄武岩、溶結凝灰岩が重なり、表層部はシラス、新期火山灰、沖積層からなる。

## 歴史
低地では古くから稲作が行われており、奈良時代末期には薩摩国分寺が建立された。西部の高江地区に広がる低地はたびたび水害に襲われたため、江戸時代の1679年（延宝7年）から1687年（貞享4年）にかけて小野仙右衛門によって長崎堤防が築かれた。1969年（昭和44年）の6月から7月にかけてと1971年（昭和46年）7月、集中豪雨に見舞われ浸水の被害があった。